# Starigrad (Koprivnica)
Starigrad je naselje u Koprivničko-križevačkoj županiji.

## Povijest
Prvi spomen kapele sv. Emerika nalazimo u darovnici od 8. studenog 1356. godine. Oko kapele (kasnije župne crkve) sv. Emerika nalazilo se groblje. Arheolozi su pronašli ostatke njenih temelja, a najstarije ukope na groblju je datirao prvom polovicom 14. stoljeća. 
Jačanjem potkamengradskog trgovišta dolazi do osnivanja Župe sv. Emerika, najvjerojatnije u prvoj polovici 15. stoljeća, ali svakako prije 1441. godine, kada se spominje župnik Antun. Drugi podatak je u ispravi od 28. travnja 1444., a treći 1458. godine. U oba se slučaja spominje Antun plebanus ecclesiae s. Emerici de Kwar. Posljednji spomen župnika Antuna, a time i ove župe je 11. rujna 1459. godine. Tad se ova župa ne spominje u Kamengradu (Kwar), nego u potkamengradskom trgovištu, Potkamengradu (Swbkwwar). To trgovište predstavlja, zapravo, početke današnjeg prigradskog naselja Starigrad, koji to ime nosi od 1477. godine. Stoga možemo reći da i današnja župa u Starigradu ima svoju srednjovjekovnu prethodnicu.
U popisu svećenika iz 1501. zapisani su: Nicolaus rector capelle in Owar. Marcus capellanus eiusdem. Owar (Starigrad) je kasniji naziv za potkamengradsko trgovište, a kapela je svakako bila posvećena sv. Emeriku. Ovaj podatak pokazuje da je župa bila ukinuta najvjerojatnije između 1459. i 1501. godine. Činjenica da je kapela bila zasebno popisana te da je imala upravitelja i kapelana možda pokazuje da se pretvaranje sv. Emerika iz župne crkve u kapelu dogodilo neposredno prije 1501. godine. 
Kapela sv. Emerika se ponovo spominje 1634. godine. Tad se na zasjedanju Hrvatskog sabora spominje da joj je za uzdržavanje pripadao neki posjed što ga je još 1406. godine darovao kralj Žigmund, no koprivnički kapetan ga je prisvojio sebi.  Ista kapela se kao Capella Sancti Emerici ducis sub Ztari grad spominje 1650. godine. Kada je kanonik Andrija Vinković 11. ožujka 1659. godine pohodio kapelu, zapisao je da ima tri zidana oltara, koji su bili prazni, a morali su je uzdržavati stanovnici sela Koprivnički Bregi, Jagnjedovec i Herešin. Ta kapela je 1778. godine bila tri četvrt sata udaljena od župne crkve u Koprivnici, a nalazila se u dolini između vinograda. Bila je drvena, a imala je tornjić i zvonce. Brigu oko nje vodio je pustinjak Antun Zerhaver. Njegovom smrću je kapela sv. Emerika počela propadati, a 1787. godine je opisana kao ruševna. 
Kanonska vizitacija iz 1810. godine opisuje da se kapela sv. Emerika ili sv. Mirka nalazi u Starigradu, u šumi između vinograda tik malog potoka Jagnjedovec, i to na području Vojne krajine. Kapela je bila drvena i četverokutna, pred vratima je na zapadnoj strani imala predvorja, a sakristija je bila na sjevernoj strani. Na Spasovo je iz Koprivnice dolazila velika procesija. Jer je kapela sve više propadala, predložio je 1823. godine koprivnički župnik Josip Kovačević da se ta kapela poruši. Iste je godine porušena, a imovina kapele podijeljena je između kapele Presvetog Trojstva u mjestu Reka (i oltar sv. Emerika), kapele sv. Andrije u selu Jagnjedovcu i kapele sv. Vida (oltar Uzašašća Gospodina). 
U Starigradu je sačuvana je klijet u kojoj je hrvatski književnik Antun Nemčić napisao svoje najznačajnije djelo „Putositnice”.
Kasnije se je Starigrad razvijao kao selo naseljeno poglavito iz susjednog Jagnjedovca. Po popisu iz 2001. godine u Starigradu ima 1 587 stanovnika u 490 domaćinstava. U blizini prigradskog naselja su brojni vinogradi. Na području Starigrada nalazi se Podravkin rekreacijski centar (PRC), s uglednim ugostiteljskim objektima u vlasništvu poduzeća Podravka. 
U novije vrijeme u Starigradu je ustanovljena Župa bl. majke Terezije i izgrađena istoimena crkva.

## Stanovništvo
| broj stanovnika |       |       | 280   | 449   | 632   | 966   | 856   | 1057  | 1106  | 981   | 1000  | 893   | 1334  | 1580  | 1573  | 2386  | 2248  |
|                 | 1857. | 1869. | 1880. | 1890. | 1900. | 1910. | 1921. | 1931. | 1948. | 1953. | 1961. | 1971. | 1981. | 1991. | 2001. | 2011. | 2021. |

## Šport
- NK Starigrad, nogometni klub

## Poznate osobe
- Željko Mucko, hrvatski akademski slikar u Starigradu od 2009. u Starigradu ima svoj atelje.
- Boris Balaško, Starogradski političar[4]